# Julie Labonté
Julie Labonté (* 12. Januar 1990 in Saint-Georges, Québec) ist eine kanadische Kugelstoßerin und Diskuswerferin.
Im Kugelstoßen gewann sie 2009 Bronze bei den Spielen der Frankophonie und schied bei den Leichtathletik-Weltmeisterschaften 2011 in Daegu und den Olympischen Spielen 2012 in London in der Qualifikation aus.
2014 gewann sie bei den Commonwealth Games in Glasgow im Kugelstoßen Bronze und wurde Zwölfte im Diskuswurf, und 2015 wurde sie Elfte im Kugelstoßen bei den Panamerikanischen Spielen in Toronto.

## Persönliche Bestleistungen
- Kugelstoßen: 18,31 m, 11. Juni 2011, Des Moines
  - Halle: 18,01 m, 27. Januar 2012, Fayetteville
- Diskuswurf: 56,84 m, 29. März 2014, Tempe